# Аватар (компютри)
Аватарът в компютърната сфера представлява графично представяне на потребителя или „алтер его“-то на потребителя.
Може да бъде двуразмерен или триразмерен модел, който има за цел да даде представа за потребителя към другите потребители.
Думата е взета от санскрит. Означава अवतार (avatāra – слизане) и се отнася за слизането на божество в земната сфера. Това понятие се използва в индуизма основно по отношение на въплъщенията на бог Вишну.

## Класически форми
Аватарите имат форма на фигура, иконка или 3D-фигура. Показват хора, животни или фантастични същества.